# マーシャン・マンハンター
マーシャン・マンハンター（英: Martian Manhunter）は、DCコミックスの出版するアメリカン・コミックスに登場する架空のスーパーヒーロー。ジョゼフ・サマックソンとジョー・サータによって創造され、1955年の"Detective Comics #225"で初登場した。

## 概要
マーシャン・マンハンターはジャスティス・リーグの創立メンバーであり、火星出身のグリーンマーシャンという種族のスーパーヒーローである。キャラクターはジョゼフ・サマックソンとジョー・サータによって創造され、1955年11月『ディテクティブ・コミックス』225号の「The Manhunter from Mars」で初登場した。怪力、飛行能力、変身能力、テレパシー、テレキネシスといった数々の能力を生まれながらにして持ち、DCユニバースの中でも特に強力なヒーローの1人である。

## 書誌情報
| タイトル                                   | 刊行日     | ISBN           |
| ------------------------------------------ | ---------- | -------------- |
| Showcase Presents: Martian Manhunter Vol.1 | 2007年7月  | 978-1401213688 |
| Showcase Presents: Martian Manhunter Vol.2 | 2009年5月  | 978-1401222567 |
| Martian Manhunter Vol.1: Son of Mars       | 2014年2月  | 978-1401243869 |
| Martian Manhunter Vol.2: Rings of Saturn   | 2014年9月  | 978-1401251413 |
| Martian Manhunter Vol.1: The Epiphany      | 2016年3月  | 978-1401261511 |
| Martian Manhunter Vol.2: The Red Rising    | 2016年12月 | 978-1401265328 |

## 映画
「DCエクステンデッド・ユニバース (DCEU)」
『マン・オブ・スティール』『バットマン vs スーパーマン ジャスティスの誕生』『ジャスティス・リーグ:ザック・スナイダーカット』
演 - ハリー・J・レニックス | 日本語吹替 - 石住昭彦
地球名：カルヴィン・スワンウィックとして登場。
アメリカ軍の将軍→国防長官となる。ナイロミの事件で悪評が高まったスーパーマンの汚名をすすぐために尽力する。
ステッペンウルフ、ダークサイドが地球に攻めてきた際にはマーシャンへと姿を戻し、ブルース / バットマンに助言を与える。

## ドラマ
『ヤング・スーパーマン』
演 - フィル・モリス
『SUPERGIRL/スーパーガール』
演 - デヴィッド・ヘアウッド

## アニメ

### テレビ・ウェブ
『ジャスティス・リーグ』
声 - カール・ランブリー
『ジャスティス・リーグ・アンリミテッド』
声 - カール・ランブリー
『ザ・バットマン』
声 - ドリアン・ヘアウッド
『ヤング・ジャスティス』
声 - ケビン・マイケル・リチャードソン
『バットマン:ブレイブ&ボールド』
声 - ニコラス・ゲスト
『ジャスティス・リーグ・アクション』
声 - クリスピン・フリーマン

### 長編アニメ
『スクービー・ドゥー!&バットマン:ブレイブ&ボールド』
声 - ニコラス・ゲスト
『デス・オブ・スーパーマン』
声 - ニャンビ・ニャンビ
『レイン・オブ・ザ・スーパーメン』
声 - ニャンビ・ニャンビ

## ゲーム
インジャスティス:神々の激突
声 - カール・ランブリー